# Hydrocotyle exigua
Hydrocotyle exigua är en växtart i släktet Hydrocotyle och familjen araliaväxter.
Arten är en perenn ört som förekommer i södra Brasilien, Paraguay, Uruguay och norra Argentina. Den beskrevs som Hydrocotyle hirsuta var. exigua av Ignatz Urban 1879, och fick sitt nu gällande namn av Gustaf Oskar Andersson Malme 1904.